# Інженерне забезпечення
Інженерне забезпечення — вид бойового забезпечення, що є сукупністю інженерних заходів і завдань, що служать для створення військам сприятливих умов для своєчасного та потайного їх висування, розгортання, проведення ними маневру та виконання поставлених бойових завдань, підвищення їх захисту від сучасних засобів ураження, особливо ядерної та високоточної зброї, а також нанесення противнику втрат та утруднення його дії.

## Зміст інженерного забезпечення
Зміст, завдання і порядок здійснення інженерного забезпечення описані в Бойовому статуті для відповідного військового формування, виду бойових дій .
Відповідно, командири від полку і вище  планують інженерне забезпечення в ході загального планування бойового застосування підлеглих військ. На підставі планів на бойове застосування і бойових статутів підлеглі командири планують інженерне забезпечення своїх підрозділів.

### Інженерне забезпечення включає
- інженерну розвідку противника, місцевості й об'єктів на ній (виконується силами розвідувальних підрозділів і призначеним особовим складом в ході загальної тактичної розвідки противника);
- фортифікаційне обладнання місцевості: опорних пунктів, командних пунктів, пунктів управління і спостереження, позицій і районів розташування підрозділів, окремих (винесених) вогневих точок;

- обладнання власних інженерних загороджень для протидій противнику,
- пророблення проходів у загородженнях, виставлених противником, руйнуваннях (особливо в населених пунктах і промислових зонах) і влаштування переходів для своїх військ через перешкоди, загородження, зони руйнації;
- обладнання і утримання переправ своїм підрозділам через водні перешкоди; знищення засобів переправ чи сприятливих для переправи умов  для противника (підрив стаціонарних, наплавних мостів,
- забезпечення питною водою своїх підрозділів, обладнання пунктів водопостачання, проведення заходів щодо очищення забруднених вод; за необхідності — організація водовідведення (в заболочених районах; де високий рівень підґрунтових вод; після сильних паводків чи зливних дощів;— улаштування водозбірних колодязів, тимчасових дренажних систем
- здійснення маскування техніки, фортифікаційних елементів, місць зосередження
- проведення заходів від високоточної зброї (ВТЗ) — організація хибних радіоконтрастних цілей кутовими відбивачами, винесених джерел інфрачервоного випромінювання, відводи тепла від працюючої техніки, тощо;
- ліквідація наслідків застосування противником ЗМУ, — комплекс заходів по розбиранню завалів, очищенню місцевості від радіоактивного, хімічного, бактеріологічного забруднення; проводиться в комплексі із заходами радіаційного, хімічного і бактеріологічного захисту.

### Сили та засоби, які залучають
Обов'язок командира кожної ланки забезпечити максимально збереження життя та здоров'я своїх підлеглих. Отже, при прибутті на місцевість подальшого бойового застосування, заходи інженерного забезпечення повинні негайно проводитися підрозділами всіх родів військ, підрозділами забезпечення і тилу, не чекаючи прибуття сил і засобів інженерних військ.
Підрозділи будь-якого призначення одразу по прибутті на місцевість для їх бойового застосування влаштовують споруди для ведення вогню і спостереження, максимального зниження ефективності вогневого враження з боку противника особового складу і техніки, виривають і обладнують укриття для особового складу, озброєння, техніки і запасів МТЗ. У тому числі, якщо штатна бронетехніка має власне начіпне бульдозерне обладнання, командири здійснюють перерозподіл такої техніки між підрозділами для виконання графіків проведення робіт. За наявності штатних — перекривають штатними інженерними загородженнями і мінують свої позиції і райони розташування, у разі відсутності штатних комплектів організовують інженерні загородження з місцевих матеріалів (риють ескарпи, влаштовують загородження з колод дерев, оплутують їх колючим дротом, тощо); прокладають на місцевості і позначають зрозумілими своїм знаками шляхи руху, долають чи готують для зручного подолання в ході бойових дій загородження і перешкоди; форсують своїми силами водні перешкоди убрід, вплав, під водою, на плаваючій бойовій техніці; обладнують пункти водопостачання з використанням табельних засобів, у тому числі засобів очищення води; за необхідності проводять заходи збору і відведення залишкових вод.
Найбільш складні завдання інженерного забезпечення виконують інженерні підрозділи, які мають для цього підготований особовий склад, спеціальну техніку (БАТ-2, ПЗМ-2, бульдозери, автокрани, екскаватори,   тральну техніку, трельовочну техніку для підвозу колод, тощо), інженерні боєприпаси (засоби дистанційного мінування; протипіхотні та протитанкові міни; заряди розмінування), обладнання для колодязів, свердловин; комплекти і засоби для очищення питної води; засоби для облаштування водовідведення.

## Фортифікаційне обладнання
Комплекс заходів фортифікаційного обладнання  здійснюється з метою максимального захисту особового складу, озброєння і техніки від усіх засобів ураження противника; ускладнення дій противнику на дообладнаній місцевості шляхом організації «танконепрохідної» місцевості, унеможливлення вільного пересування особовому складу у пішому порядку і на техніці тощо. 
Фортифікаційне обладнання, чи, іншими словами, польова фортифікація (тимчасова фортифікація, на відміну від довготривалої фортифікації) здійснюється безпосередньо в районах майбутнього бойового застосування (можливо, в умовах безпосередньої взаємодії із противником) власними силами   підрозділів із максимальним використанням власних засобів механізації, застосуванням штатних (чи трофейних) підривних зарядів, місцевих матеріалів (лісу, каменю), елементів конструкцій чи споруд як промислового виготовлення, так і отриманих в ході розбирання на місці, із урахуванням  природних захисних властивостей місцевості.
Черговість і терміни фортифікаційного обладнання опорних пунктів (позицій) або районів розташування підрозділів, як правило, плануються завчасно у відповідних бойових документах, визначаються з урахуванням забезпечення їхньої постійної готовності до ведення бою, і завчасно доводяться до підлеглих командирів. Вони передбачають перманентного безперервного нарощування ступені захисту особового складу, озброєння і техніки від усіх засобів ураження .
Будь-які вогневі споруди, вогневі позиції артилерії, танків, позиції стрілецьких підрозділів, мінометників, кулеметників, птуристів обладнуються з урахуванням ведення кругової оборони на випадок прориву противника, заходу його у фланг та інших непередбачуваних змін бойової обстановки .  З часом слід обладнувати все більшу кількість ліній оборони, з'єднуючи лінії по фронту траншеями сполучень, а в глибину — ходами сполучень 
Особливості фортифікаційного обладнання залежать від того:
- яке саме це військове формування (його склад: окремий взвод чи екіпаж, рота, батальйон, полк; яких військ: механізований батальйон, танкова рота, вузол зв'язку, окрема станція РЕБ, позиція активних РЛС, бойова позиція ЗРК, тощо)
- наскільки далеко знаходиться противник (час до можливого зіткнення)
- наскільки противник здійснює вогневу протидію чи радіоелектронне подавлення (одна справа працювати на відкритій місцевості у повний зріст, інша — в умовах щільного вогню противника, втиснувшись у ґрунт; скільки особового складу можна залучити до фортифікаційного обладнання, наприклад, у зв'язківців перше завдання є розгортання АФП і набирання зв'язків, що може бути значно ускладнене в умовах потужної роботи засобів РЕБ противника, тощо) [5].

## Інженерні загородження
Види інженерних загороджень, порядок їх улаштування і подолання описані в Настанові з організації інженерної служби. Також детальний опис інженерних загороджень можна прочитати в Підручнику сержанта інженерних військ.
Влаштовуються такі загородження в усіх видах бою з метою завдання втрат противнику, затримки його просування по місцевості (сковування його маневру, примушення противника до руху у невигідному для нього напрямку, у тому числі під вогонь наших військ).
Загородженнями прикривають
- опорні пункти,
- стики та вільні проміжки між траншеями підрозділів
- відкриті фланги.

У процесі прикриття встановлюються протитанкові і протипіхотні мінні поля, групи мін та окремі міни, проміжок між мінними полями загороджується  дротяними огорожами, сітками, виставляються рогатки, інші невибухові загородження; викопуються  протитанкові рови, ескарпи, контрескарпи, готуються  до зруйнування об’єкти.
Інженерні загородження влаштовуються як силами батальйону (роти), так і доданими підрозділами інженерних військ. Як варіант, інженерні підрозділи готують найбільш небезпечні об'єкти (мінні поля) і своєю технікою проводять найбільш трудоємні роботи, після чого силами підрозділів інших військ проводиться дообладнання загороджень.

## Проходи у загородженнях противника
Як, з одного боку, ми зацікавлені в ускладненні просування противника по місцевості, так і противник зацікавлений максимально обмежити нам маневр, щоб примусити підставити наші підрозділи під вогонь своїх засобів враження. Отже, пророблення проходів у загородженнях, руйнуваннях та обладнання переходів через перешкоди є серйозним завданням інженерного забезпечення в ході бойового застосування військ. Воно здійснюються як силами батальйону (роти), так і доданими підрозділами інженерних військ з використанням навісного (вбудованого) обладнання бойової та інженерної техніки, штатних і трофейних підривних зарядів, місцевих матеріалів і техніки, якщо є така можливість.
Дистанційно встановлені мінні поля обходяться по розвіданих напрямках. У разі неможливості організації обходу створеними в підрозділах групами розгородження (розмінування) проробляються спеціальні проходи із використанням танкових мінних тралів, зарядів дистанційного підриву проходів, інших засобів, що є на озброєнні. Проходи позначаються на місцевості. Війська виводяться через організовані проходи.

## Обладнання та утримання переправ
Військам часто доводиться діяти в умовах, коли значні водні перешкоди (річки, озера) знаходяться перпендикулярно до напрямків їх бойових завдань. У цьому випадку вкрай актуальними стають питання подолання водних перешкод. Для цього обладнуються (наводяться) тимчасові водні переправи. Долати водну перешкоду можливо на штатній плаваючій бойовій техніці, убрід, танками під водою чи по наведеним інженерними підрозділами мостам і переправам. Для інших (не інженерних) підрозділів за відсутності інженерних підрозділів доводиться самостійно, власноруч визначати та відмічати напрямки (ділянки) переправ; напрямки (маршрути) виходу до них, влаштовувати з’їзди у воду та виїзди з води; маскувати та здійснювати охорону переправ, комендантську службу на таких переправах; проробляти проходи у загородженнях на березі та у воді.

## Маскування та захист від високоточної зброї
Зі зростанням технологій застосування засобів враження доведено, що застосування високоточної зброї набагато ефективніше, аніж звичайних вогневих засобів. Захист від ВТЗ полягає в «обмані» засобів виявлення і наведення бойових частин ракет.
Для зниження ефективності виявлення наших військ слід розуміти, що розвідка противником здійснюється як оптично (візуально) , так і через порівняння радіоконтрасної мапи місцевості . Отже, відповідно, і захист має здійснюватися по таким напрямкам:
- Візуальне приховування об'єктів шляхом використання пофарбування під тло місцевості, застосування сіткових масок за кольором відповідної пори року, спотворення форми об'єктів як масками, так і обвалуванням інженерних споруд ґрунтом із його дернуванням, закиданням сіном, тощо.
- Спотворення інфрачервоної ідентифікації об'єкта [8]
- Зниження ефективності виявлення наших об'єктів по випромінюванню, і, натомість, створення хибних об'єктів, що сприймалися б як радіоконтрасні цілі. Виконується як організаційними засобами (обмеження часу, потужності роботи на передачу, маневр частотами, застосування антен із вузькими діаграмами спрямованості, тощо), так і безпосередньо інженерними засобами: створюються хибні цілі шляхом виставляння кутових відбивачів, радіоконтрастних масок, тощо.

## Добування, очищення води та обладнання пунктів водопостачання
Добування, очищення питної води та обладнання пунктів водопостачання, а також здійснення водовідведення надлишкових брудних вод є важливою функцією інженерного забезпечення військ. Воно здійснюються, як власними силами із використанням табельних засобів польового водопостачання, так і силами інженерних підрозділів, що мають для цих завдань спеціальне обладнання і реактиви. Доставка води організовується заступниками командира по тилу через старшин підрозділів. Контроль за санітарним станом пунктів водопостачання, якістю очищення води покладається на військового лікаря (начальника медичного пункту) і начальника служби РХБ-захисту.